# Khatia Buniatishvili
Khatia Buniatishvili (en georgiano, ხატია ბუნიათიშვილი; Batumi, 21 de junio de 1987) es una pianista de concierto georgiana establecida en París, y nacionalizada francesa en 2017.

## Biografía

#### Orígenes y primeros años
Hija de una informática y de un ingeniero eléctrico, Khatia Buniatishvili proviene de una familia con formación musical, especialmente por parte materna. Dotada de un gran talento para la música y con oído absoluto, capacidad que le permite identificar notas musicales sin necesidad de referencia previa, comenzó a estudiar piano a los tres años, guiada por su madre, también pianista, junto a su hermana mayor, Gvantsa. Ambas aprendieron juntas a tocar el piano y solían interpretar dúos en casa. Aunque sus habilidades musicales le habrían permitido elegir el violín, Khatia se decantó por el piano, instrumento que describe como un «símbolo de soledad musical».

#### Inicios y formación
Dio su primer concierto con la Orquesta de Cámara en Tiflis a la edad de seis años y debutó como solista en Tbilisi, interpretando obras de grandes compositores del repertorio pianístico. Desde los diez años ha ofrecido conciertos en Rusia, Ucrania, Armenia, Israel y Estados Unidos. Se graduó de la Escuela Central de Música de Tbilisi, y posteriormente ingresó al Conservatorio Estatal de Tiflis en 2004.Más tarde continuó su formación en Viena bajo la tutela de Oleg Maisenberg.

#### Carrera internacional
En 2010, Buniatishvili se trasladó a París, donde consolidó su carrera internacional y comenzó a ser reconocida como una de las pianistas más destacadas de su generación. Ha actuado con orquiestas de renombre, incluyendo la Orquesta de París, bajo la dirección de Paavo Järvi, la Filarmónica de Los Ángeles, la Orquesta Sinfónica de Viena, la Orquesta Filarmónica de Londres, y la Orquesta Nacional de Francia, dirigida por Daniele Gatti. También ha interpretado música de cámara con músicos como Gidon Kremer y Renaud Capuçon.Además, ha participado en festivales prestigiosos como el Festival de Verbier y los BBC Proms.

#### Premios y reconocimientos
Ese mismo año, recibió el premio Borletti-Buitoni, y fue incluida en la serie de la BBC Nueva generación de artistas. La Vienna Musikverein y Konzerthaus la nominaron como Rising Star para la temporada 2011–12, y en 2012 fue galardonada con el premio Mejor Recién llegada del Año en los premios Eco Klassik.También en 2010, se convirtió en madrina de la Orquesta Regional de Cannes.

#### Grabaciones destacadas
Firmó un contrato con el sello discográfico Sony Classical también en 2010. Su álbum de debut, lanzado en 2011 para conmemorar el 200 aniversario del nacimiento de Franz Liszt, incluyó obras icónicas como la Sonata en Si menor, Liebestraum No. 3, La Campanella, la Rapsodia húngara número 2 y el Vals Mephisto. La recepción de la crítica fue diversa. Classic FM, una de las emisoras de música clásica más influyentes del mundo, elogió el álbum y destacó que «Buniatishvili es una artista joven con enorme temperamento y técnica que hace que uno piense en la joven Martha Argerich». Sin embargo, en la revista Gramophone, Jed Distler fue más crítico, describiendo la interpretación del Liebesträume núm. 3 como de «textura y ritmo impreciso» y señalando que la interpretación de la Sonata en Si menor mostrataba «su inquieto sentido rítmico, sus errores de cálculo en las dinámicas y la carencia general de planificación a largo plazo es desgastante después de varias audiciones».
En 2012, lanzó un álbum dedicado a Chopin, que incluye entre otras obras para piano solo, el Concierto para piano No. 2 en Fa menor, acompañado por la Orquesta de París bajo la dirección de Paavo Järvi. La crítica volvió a dividirse: The Guardian afirmó que la grabación era «una interpretación que viene directamente del corazón de una de las más apasionantes y técnicamente dotadas jóvenes pianistas de hoy en día»,mientras que Gramophone criticó la interpretación del concierto por su «carencia de aplomo y la velocidad excesiva».
Su tercer álbum, Motherland, publicado en 2014, también por el sello Sony Classical, presentó una selección de piezas especialmente significativas para la pianista, que incluía música de su tierra natal, Georgia. Esta grabación fue dedicada a su madre.
En 2016, publicó Kaleidoscope, un álbum que incluye Cuadros de una exposición de Músorgski, Petrouchka de Stravinsky y La valse de Ravel. En 2017 lanzó un disco con los conciertos para piano n.º 2 y n.º 3 de Rajmáninov, acompañado por la Orquesta de la Radio de Fráncfort bajo la dirección de Paavo Järvi. Este trabajo fue destacado por su virtuosismo y profundidad emocional.
En 2020, presentó el álbum Labyrinth, donde combinó obras clásicas y modernas, incluyendo composiciones de Ennio Morricone, Max Richter y Philip Glass. Este disco fue una exploración más introspectiva y recibió críticas positivas por su originalidad.

#### Actuaciones y presencia mediática
Buniatishvili ha tocado en festivales internacionales como lomo los de Montreux y Gstaad, y en el Carnegie Hall de Nueva York, además de realizar conciertos en varios países. En su carrera también ha trabajado como músico de cámara, participando en formaciones junto a artistas como Renaud Capuçon, Gidon Kremer y Giedrė Dirvanauskaitė.
En cuanto a su presencia mediática, Buniatishvili es conocida por su estilo personal y apasionado, y ha aparecido en numerosas emisiones de televisión y radio, como C à vous y Le Grand Échiquier, entre otras. También ha sido comparada con una «pop-star del clásico» por su forma única de interpretar el piano.

#### Mulitilingüismo y reconocimiento
Buniatishvili es políglota, hablando con fluidez varios idiomas, que incluyen francés, inglés, alemán y ruso, y es considerada una de las pianistas más sobresalientes de su generación.

## Premios

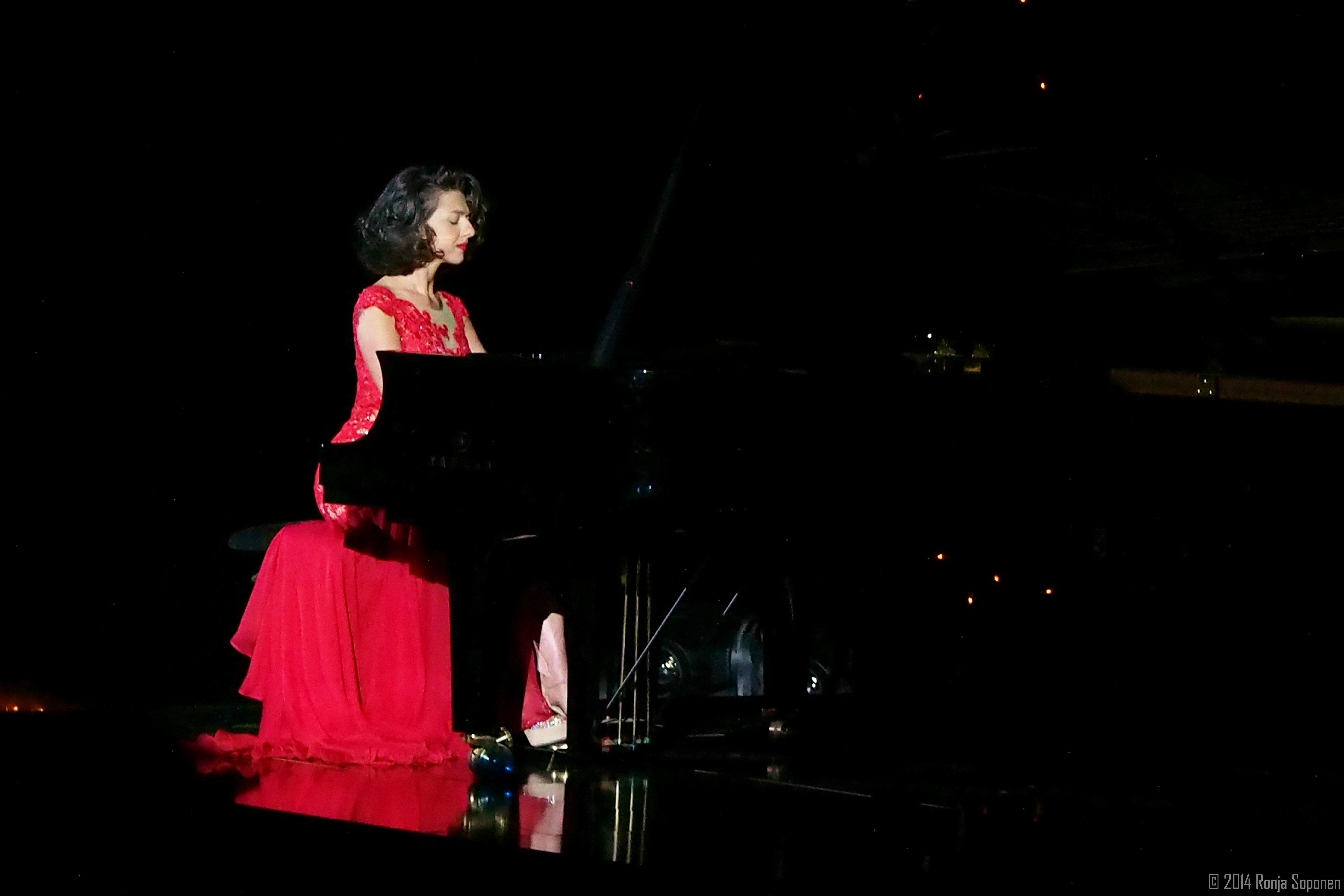
Buniatishvili interpretando en Art on Ice 2014, Estocolmo, Suecia.

Buniatishvili ha recibido los siguientes premios y reconocimientos:
- 12.º Arthur Rubinstein International Piano Master Competition (2008): Ganadora del Tercer Premio junto con un Premio Especial por "Mejor Intérprete de una pieza de Chopin" y el Premio en Eilat "Favorito de la audiencia".[19]
- El 3.er International Piano CompetitionTbilisi (2005): Ganadora del segundo premio junto con el Premio Especial “por habilidad artística” y Premio Especial “Mejor joven pianista Georgiano”.[20]
- Un Premio Borletti-Buitoni Trust en 2010.[21]
- Premio Echo Klassik en 2012 como "Mejor Recién Llegada del Año".

## Discografía
- 2011 - Franz Liszt,[22] obra para piano de Liszt (Sony Classical)
- 2012 - Chopin[23] con la Orquesta de París dirigida por Paavo Järvi (Sony Classical)
- 2014 - Motherland,[24] obras para piano solo (Sony Classical)
- 2016 - Kaleidoscope - Pictures at an Exhibition,[25] obras para piano de Músorgski, Stravinsky y Ravel (Sony Classical)
- 2017 - Rachmaninoff - Piano Concertos N° 2 & 3 (Sony Classical)
- 2019 - Schubert (Sony Classical)
- 2020 - Labyrinth (Sony Classical),[26] dedicado a la música de Ennio Morricone.

### Participación en otras grabaciones
- 2010 - Hymns and Prayers, álbum de Stevan Kovacs Tickmayer, música de César Franck y Giya Kancheli (ECM)
- 2011 - Peter I. Tchaikovsky / Victor Kissine, Piano Trios, con Gidon Kremer y Giedre Dirvanauskaite (ECM)
- 2014 - Renaud Capuçon & Khatia Buniatishvili: Franck, Grieg, Dvorak Violin Sonatas (ECM)